# Star Runners
Star Runners ist ein US-amerikanischer Science-Fiction-Fernsehfilm des Sci-Fi Channel aus dem Jahr 2009 mit Connor Trinneer in der Hauptrolle. Der Film wurde in Deutschland erstmals am 31. Mai 2010 veröffentlicht.

## Handlung
Ty Johns und Lei Chen sind Weltraumschmuggler. Als sie den Auftrag erhalten, eine mysteriöse Kiste zu transportieren, finden sie in dieser eine Frau. Auf dem Rückweg stürzt das Raumschiff ab und die Reisenden werden mit riesigen außerirdischen Käfern konfrontiert.

## Kritiken
TV Spielfilm urteilte, der Film sei eine „zähe Weltraumgurke mit Käfern“. Es wirken „die Raumschiffszenen wie in der Garage gedreht und der Humor ist größtenteils unfreiwilliger Natur“.